# Премијер лига Босне и Херцеговине у фудбалу 2016/17.
Премијер лига Босне и Херцеговине у фудбалу 2016/17. која је због спонзорског уговора носила име БХ Телеком Премијер лига била је петнаеста сезона Премијер лиге Босне и Херцеговине у којој су играли клубови из оба ентитета у Босни и Херцеговини. Ова сезона је прва у којој се такмичи 12 клубова, од чега 2 из Републике Српске и 10 из Федерације БиХ.
Нови прволигаши у овој сезони су Крупа из Крупе на Врбасу, Бања Лука (Прва лига РС) и  Металеге-БСИ из Јајца (Прва лига Федерације БиХ), уместо Борца, Славије, Рудара и Дрине који су испали у Прву лигу Републике Српске и Травника и Вележа који су на крају сезоне 2013/14. испали у Прву лигу Федерације Босне и Херцеговине.
Систем такмичења потпуно нов. Након 22 одиграна кола по двоструком бод систему лига од 12 клубова се на основу тада утврђеног пласмана дели на две групе од по шест - горњу (Плеј-оф, позиције од прве до шесте) и доњу (Плеј-аут, позиције од седме до дванаесте). Број освојених бодова у првом делу лиге тада се полови (у случају дељења непарног броја, количник се заокружује на први наредни цео број), а даље се такмичење унутар група одвија по двоструком бод систему у укупно 10 кола. По завршетку такмичења у Плеј-офу и Плеј-ауту утврђује се коначни пласман Суперлиге за ту сезону.
- Плеј-оф:

Најбоље пласирани тим осваја титулу и стиче право учешћа у квалификацијама за Лигу шампиона. Тимови који су такмичење завршили на другој и трећој позицији добијају место у квалификацијама за Лигу Европе. У случају да је неки од три првопласирана клуба уједно и освајач Купа Србије у истој сезони, четвртопласирани тим лиге такође иде у квалификације за Лигу Европе.
- Плеј-аут:

Два најлошије пласирана тима (позиције 11. и 12. у коначном пласману) испадају из Премијер лиге, а од наредне сезоне ће се уместо њих у елитном рангу такмичити два клуба која су била освајачи Прве лиге Републике Српске, односно Прве лиге Федерације Босне и Херцеговине.

## Састав Премијер лига Босне и Херцеговине у сезони 2016/17.
| Екипа         | Град                       | Стадион                      | Капацитет |
| ------------- | -------------------------- | ---------------------------- | --------- |
| Витез         | Витез                      | Градски стадион Витез        | 3.000     |
| Дрина         | Зворник                    | Градски стадион у Зворнику   | 3.020     |
| Жељезничар    | Сарајево                   | Стадион Грбавица             | 16.100    |
| Зрињски       | Мостар                     | Стадион под Бијелим бријегом | 20.000    |
| Крупа         | Крупа на Врбасу, Бања Лука | Стадион Крупа                | 3.000     |
| Металеге-БСИ  | Јајце                      | Градски стадион Мрачај       | 3.700     |
| Младост       | Какањ, Добој               | Стадион Младости Добој Какањ | 3.000     |
| Олимпик       | Сарајево                   | Стадион Грбавица             | 12.000    |
| Радник        | Бијељина                   | Градски стадион у Бијељини   | 6.000     |
| Сарајево      | Сарајево                   | Стадион Асим Ферхатовић Хасе | 38.600    |
| Слобода       | Тузла                      | Стадион Тушањ                | 8.444     |
| Челик         | Зеница                     | Стадион Билино поље          | 15.295    |
| Широки Бријег | Широки Бријег              | Стадион Пецара               | 5.913     |

| Витез    | Жељезничар | Зрињски  | Крупа                      | Металеге-БСИ | Младост       |
| -------- | ---------- | -------- | -------------------------- | ------------ | ------------- |
| Витез    | Сарајево   | Мостар   | Крупа на Врбасу, Бања Лука | Јајце        | Какањ, Добој  |
|          |            |          |                            |              |               |
|          |            |          |                            |              |               |
| Олимпик  | Радник     | Сарајево | Слобода                    | Челик        | Широки Бријег |
| Сарајево | Бијељина   | Сарајево | Тузла                      | Зеница       | Широки Бријег |
|          |            |          |                            |              |               |

| Првак Премијер лиге Босне и Херцеговине 2015/16 |
| ----------------------------------------------- |
| Зрињски 5. Титула                               |